# 31. dobrovolnická granátnická divize SS
31. SS-Freiwilligen-Grenadier Division byla založena v říjnu 1944. Většinu mužstva tvořili Volksdeutsche (Němci žijící mimo území Německé říše) z oblasti Baška (severozápadní část Vojvodiny), části rozpuštěné 23. Waffen-Gebirgs Division der SS „Kama“ (kroatische Nr. 2) a Polizei Regiment „Brixen“.
Divize se nedlouho poté zúčastnila bojů u města Starý Becej, následně těžkých bojů u města Pécs a nakonec byla téměř zničena při bojích u Balatonu. V prosinci 1944 byla stažena k doplnění stavů a přezbrojení do slovinského Mariboru. Mužstvo doplnili čeští a slovenští Volksdeutsche. 17. února 1945 divize zahájila přesun k městečku Jawor ve Slezsku. Na přelomu března a dubna 1945 bojovala u města Strzegom a od 5. do 6. května se zúčastnila pokusu o osvobození Breslau. Po odvolání této akce se divize pokusila dostat do amerického zajetí a byla zničena při boji s partyzány a Rudou armádou u Hradce Králové.
Divize nikdy neobdržela čestný název, ale byla známa pod názvy „Kukuruz Division“, „Baška“ či „Lombard“. Po válce se vynořily spekulace o zamýšleném názvu „Böhmen und Mähren“, což se ale nikdy nepodařilo doložit.

## Velitelé
- SS-Brigadeführer Gustav Lombard (1. říjen 1944 – duben 1945)
- SS-Brigadeführer Wilhelm Trabandt (duben 1945 – 8. května 1945)

Náčelník operací
- SS-Sturmbannführer Otto Reuter 	(1. říjen 1944 – 1. březen 1945)
- SS-Hauptsturmführer Marzel Reichel (1. březen 1945 – 8. květen 1945)

Proviantní důstojník
- SS-Obersturmführer Ernst-Friedrich Fritscher (1. říjen 1944 – 5. listopad 1944)
- SS-Obersturmführer Anton Büntgen (5. listopad 1944 – únor 1945)
- SS-Obersturmführer Johann Lehner (1. březen 1945 – květen 1945)

## Bojová sestava
- SS-Freiwilligen Grenadier Regiment 78 (78. dobrovolnický pluk granátníků SS)
- SS-Freiwilligen Grenadier Regiment 79 (79. dobrovolnický pluk granátníků SS)
- SS-Freiwilligen Grenadier Regiment 80 (80. dobrovolnický pluk granátníků SS)
- SS-Freiwilligen Artillerie Regiment 31 (31. dobrovolnický pluk dělostřelectva SS)
- Polizei-Regiment Brixen (Policejní pluk Brixen)
- SS-Füsilier-Bataillon 31 (31. prapor střelců SS)
- SS-Panzerjäger-Abteilung 31 (31. oddíl stíhačů tanků SS)
- SS-Pionier-Bataillon 31 (31. ženijní prapor SS)
- SS-Nachrichtung-Abteilung 31. zpravodajský oddíl SS)
- SS-Feldersatz-Bataillon 31 (31. náhradní prapor SS)
- SS-Aufklärungs-Abteilung 31 (31. průzkumný oddíl SS)
- SS-Wirtschafts-Abteilung 31 (31. hospodářský oddíl SS)
- SS-Sanitäts-Abteilung 31 (31. sanitní oddíl SS)
- SS-Veterinär-Kompanie 31 (31. veterinární rota SS)
- Werkstatt-Kompanie 31 (31. rota údržby SS)
- Nachschubzug-Abteilung 31 (31. oddíl zásobování SS)
- Feldpostamt 31 (31. úřad polní pošty SS)

## Početní stavy divize
V prosinci 1944 dosáhla divize svého maximálního stavu, a to 11 000 mužů.